# Athletic Club Merlan
L'Athletic Club Merlan és un club togolès de futbol de la ciutat de Lomé. Juga els seus partits a l'Estadi Oscar Anthony.